# Вахрушев, Пётр Фёдорович
Пётр Фёдорович Вахрушев (2 июля 1920, Затеченское, Екатеринбургская губерния — 26 августа 2009, Затеченское, Курганская область) — комбайнер колхоза «Путь к коммунизму» Далматовского района Курганской области, Герой Социалистического Труда. Участник Великой Отечественной войны.

## Биография
Пётр Фёдорович Вахрушев родился 2 июля 1920 года в селе Затеченском Затеченского сельсовета Далматовской волости Шадринского уезда Екатеринбургской губернии, ныне село входит в Далматовский муниципальный округ Курганской области.
В 1934 году окончил начальную школу. Четырнадцатилетним подростком начал работать в колхозе «Дружба» Далматовского района. В 1938 году окончил курсы комбайнеров и был назначен в Красноисетскую МТС (по другим данным с октября 1939 года). Работал на прицепном комбайне «Коммунар».
В 1940 году был призван в Рабоче-крестьянскую Красную Армию. Участник Великой Отечественной войны. До 1944 года нёс службу на Дальнем Востоке в 63-м железнодорожном полку внутренней охраны НКВД СССР. Потом их часть перебросили на Прибалтийский фронт. В Восточной Пруссии, освобождая один из хуторов, был тяжело ранен и долго лечился в госпитале. Затем в составе подразделения «Смерш» боролся с врагами в Западной Украине, был ранен. День Победы встретил в городе Ужгороде. Демобилизован в 1946 году.
Вернулся в родное село Затеченское. С этого времени работал в Красноисетской МТС комбайнером, с отличными знаниями выучился и получил удостоверения комбайнера и тракториста-машиниста 1-го класса. После упразднения МТС стал комбайнером колхоза «Путь к коммунизму» (1958—1967 гг.).
В 1960 году вступил в КПСС.
В первый же год он выдал из бункера своего СК-3 восемь тысяч центнеров хлеба. Через несколько лет довел этот показатель до 10 тысяч центнеров и был награждён медалью «За трудовую доблесть». Мастерство механизатора, а вместе с ним и известность росли с каждым годом. Ежегодно добивался высоких намолотов зерна. Занимал ведущие места в соревновании комбайнеров области. В отдельные дни он намолачивал по 800—900 центнеров зерна, а сезонную выработку довел до 13 тысяч центнеров. Его вновь наградили медалью «За трудовую доблесть».
Указом Президиума Верховного Совета СССР от 23 июня 1966 года за успехи, достигнутые в увеличении производства и заготовок пшеницы, ржи, гречихи, риса, других зерновых и кормовых культур и высокопроизводительном использовании техники Вахрушеву Петру Фёдоровичу присвоено звание Героя Социалистического Труда с вручением ордена Ленина и золотой медали «Серп и Молот».
Общий механизаторский стаж составлял более 40 лет. После выхода на пенсию ветеран продолжал работать. Был слесарем, мастером-наладчиком, мотористом, наставником.
Активно участвовал в общественной жизни: неоднократно избирался членом парткома, депутатом сельского Совета народных депутатов. В 1966 году он был делегатом XXIII съезда КПСС.
Жил в родном селе Затеченское Далматовского района.
Пётр Фёдорович Вахрушев скончался 26 августа 2009 года в селе Затеченском Далматовского района Курганской области, село входит в Далматовский муниципальный округ той же области.

## Награды
- Герой Социалистического Труда, 23 июня 1966 года
  - Орден Ленина № 364690
  - Медаль «Серп и Молот» № 12597
- Орден Отечественной войны II степени, дважды: 6 апреля 1985 года[2], 31 августа 1994 года[3]
- Медаль «За трудовую доблесть», дважды, 14 мая 1951 года и ?
- Малая золотая медаль ВСХВ, 1955 год
- Бронзовая медаль ВДНХ.
- Почетный гражданин Далматовского района, 2004 год[4]

## Семья
Жена Анна Антоновна, два сына: Виктор и Николай.